# Conseil régional de Casablanca-Settat
Boulevard Victor Hugo, Casablanca.
Le Conseil régional de Casablanca-Settat est l'assemblée délibérante de la région marocaine Casablanca-Settat, collectivité territoriale décentralisée agissant sur le territoire régional. Il est composé de 75 conseillers régionaux élus pour 6 ans au suffrage universel direct et présidé par Abdellatif Maâzouz depuis 2021.

## Siège
Le Conseil régional de Casablanca-Settat se trouve dans le boulevard Victor-Hugo de Casablanca .

## Présidents
| Période   | Président | Président          | Parti | Parti |
| --------- | --------- | ------------------ | ----- | ----- |
| 2015-2021 |           | Mustapha Bakkoury  |       | PAM   |
| 2021-     |           | Abdellatif Maâzouz |       | PI    |

## Commissions
Le conseil régional a mis sur pied plusieurs comités pour appuyer sa nouvelle orientation régionale.
- Commission permanente chargée du budget, des finances et de la programmation
- Commission permanente chargée du développement économique et rural, de la promotion des investissements, de la formation et de l'emploi
- Commission permanente chargée de la culture, la coopération, la communication et des partenariats
- Commission permanente chargée de la famille, de la femme, de la jeunesse, de la santé et du sport
- Commission permanente chargée de l’enseignement, la recherche scientifique appliquée, le développement des technologies modernes et de la numérisation
- Commission permanente chargée du transport, de la mobilité, des énergies propres, du développement territorial et des équipements de base
- Commission permanente chargée de l’aménagement du territoire, de l’environnement et de l’eau